# یوروپیانا
یوروپیانا (به انگلیسی: Europeana) یک درگاه وب است که توسط اتحادیه اروپا ایجاد شده و شامل مجموعه‌های میراث فرهنگی دیجیتالی بیش از ۳۰۰۰ مؤسسه در سراسر اروپا است. این شامل سوابق بیش از ۵۰ میلیون مصنوعات فرهنگی و علمی است که در یک پلتفرم گرد هم آمده‌اند و به روش‌های مختلف مرتبط با کاربران مدرن ارائه شده‌اند. نمونه اولیه برای یوروپیانا شبکه کتابخانه دیجیتال اروپا (EDLnet) بود که در سال ۲۰۰۸ راه اندازی شد.
بنیاد یوروپیانا تحت و آمیخته شده با قوانین هلند (Dutch law) با نام Stichting Europeana ثبت شده است.

### تاریخچه
یوروپیانا پس از ارسال نامه ای مشترک در آوریل ۲۰۰۵ توسط ژاک شیراک، رئیس‌جمهور فرانسه و نخست وزیران آلمان، اسپانیا، ایتالیا، لهستان و مجارستان به رئیس کمیسیون اروپا، ژوزه مانوئل باروزو آغاز شد. این سازمان خواستار ایجاد یک کتابخانه مجازی اروپایی به منظور دسترسی بیشتر به میراث فرهنگی اروپا برای همگان شد.

### استراتژی
یوروپیانا در برنامه استراتژیک خود برای ۲۰۱۱–۲۰۱۵، که در ژانویه ۲۰۱۱ منتشر شد، چهار مسیر استراتژیک را مشخص کرد که توسعه بیشتر آن را شکل می‌دهند:
1. جمع‌آوری – برای ایجاد منبع باز قابل اعتماد برای محتوای میراث علمی و فرهنگی اروپا؛
2. تسهیل – حمایت از بخش میراث فرهنگی و علمی از طریق انتقال دانش، نوآوری و حمایت؛
3. توزیع - برای در دسترس قرار دادن میراث برای کاربران در هر کجا که هستند، هر زمان که بخواهند.
4. تعامل – پرورش راه‌های جدید برای مشارکت کاربران در میراث فرهنگی و علمی خود.